# ヨーロッパ女子サッカー競技会1989
ヨーロッパ女子サッカー競技会1989（英: 1989 European Competition for Women's Football）は、1989年6月28日から7月2日にかけて、西ドイツで開催された第3回目のUEFA欧州女子選手権（女子ユーロ）である。決勝で開催国の西ドイツが前回大会優勝国のノルウェーを破り初優勝。大会が4つの予選グループから始まるのは前回大会と同様だが、今回は予選グループの上位2チームがホーム&アウェー方式の準々決勝を行ない、準決勝に出場する4チームが決定した後に開催国が選定された。

## 結果

### 準決勝
| 1989年6月28日 |

| 西ドイツ    | 1 - 1 (延長) | イタリア          |
| ナイト 57分 | レポート     | ヴィニョット 72分 |
|             | PK戦         |                   |
|             | 4 - 3        |                   |

| ラインバッハシュタディオン（ジーゲン） 観客数: 8,000人 |

| 1989年6月28日 |

| ノルウェー                   | 2 - 1    | スウェーデン        |
| メダレン 1分 · グルーデ 52分 | レポート | ヴィーデクッル 54分 |

| ナッテンベルク＝シュタディン（リューデンシャイト） 観客数: 2,500人 |

### 3位決定戦
| 1989年6月30日 |

| スウェーデン                        | 2 - 1 (延長) | イタリア            |
| スンドハーゲ 43分 · ヨハンソン 94分 | レポート     | フェラグッツィ 28分 |

| シュタディオン・アン・デア・ブレマー・ブリュッケ（オスナブリュック） 観客数: 2,500人 |

### 決勝
| 1989年7月2日 |

| 西ドイツ                                            | 4 - 1    | ノルウェー    |
| ローン 22分, 36分 · モール 45分 · フェールマン 73分 | レポート | グルーデ 54分 |

| シュタディオン・アン・デア・ブレマー・ブリュッケ（オスナブリュック） 観客数: 22,000人 |

## 優勝国
| ヨーロッパ女子サッカー競技会1989優勝国 |
| -------------------------------------- |
| · 西ドイツ · 初優勝                    |